# Caesalpinia mollis
Caesalpinia mollis là một loài thực vật có hoa trong họ Đậu. Loài này được (Kunth) Spreng. miêu tả khoa học đầu tiên.